# Reikorangi
Reikorangi est une localité rurale de la côte de Kapiti (en), située dans l’Île du Nord de la Nouvelle-Zélande.

## Situation
Elle est localisée à l’intérieur des terres, derrière la ville de Waikanae, dans la vallée d’Akatarawa (en) de la chaîne de Tararua.

## Géographie
La rivière Ngatiawa et le cours d’eau nommé Reikorangi Stream, qui tous les deux se jettent dans la rivière Waikanae dans le secteur de Reikorangi.
La ville de Reikorangi contient une église, un monastère et autrefois contenait une école, qui a fermé en 1970 du fait du déclin de la population de cette petite localité.